# Tetracera
Tetracera es un género de plantas perteneciente a la familia Dilleniaceae. Comprende 167 especies descritas y de estas, solo 27 aceptadas. Tiene una distribución pantropical

## Descripción
Son arbustos escandentes o lianas, con pubescencia áspera y frecuentemente estrellada; plantas polígamo dioicas. Hojas simples, alternas, coriáceas, nervadura conspicua; exestipuladas. Inflorescencias paniculadas, axilares o terminales, con muchas flores; sépalos 4–7 (–12), imbricados, orbiculares, glabros, estrigosos o seríceos, más o menos iguales o los exteriores ligeramente más pequeños, persistentes; pétalos 3–5; estambres 50–200; carpelos 1–5, piriformes, libres, 1-loculares, estigma capitado. Folículos 1–5, piriformes, secos, dehiscentes a lo largo de la sutura ventral; semillas 1–4, rodeadas por un arilo lacerado.

## Taxonomía
El género fue descrito por Carlos Linneo y publicado en Species Plantarum 1: 533. 1753.

## Especies seleccionadas
Según PPP index.
- Tetracera alnifolia Willd.
- Tetracera asiatica (Lour.) Hoogland
- Tetracera cowleyana F. M. Bailey
- Tetracera indica (Christm. & Panz.) Merr.
- Tetracera loureiri (Fin. & Gagnep.) Pierre ex Craib
- Tetracera madagascariensis (Willd.) ex Schltdl.
- Tetracera sarmentosa (L.) Vahl subsp. andamanica (Hoogl.) Hoogl.
- Tetracera sarmentosa (L.) Vahl subsp. asiatica (Lour.) Hoogl.
- Tetracera scandens (L.) Merr.
- Tetracera volubilis L. - bejuco de hoja de carey[4]